# 김영임 (1977년)
김영임(1977년 4월 23일 (1977년 음력 3월 6일) - 2007년 12월 7일)은 대한민국의 탤런트이다.

## 학력
- 서울예술대학 영화과

## 생애
방송나이로는 80년생이며, 78년생이라는 설도 있었으나 실제로는 1977년에 출생하였으며, 대한민국 서울예술대학 영화과를 졸업, 전문학사 학위를 받았다.
1989년 1월, CF 광고 모델로 데뷔한 그녀는 1991년 영화 《낙타는 따로 울지 않는다》에서 단역으로 데뷔하였으며, 1996년 영화 《동방견문록》에서 주연을 맡았다. 1997년 7월 대한민국 최초의 인터넷 방송국인 M2Station의 비디오자키로 본격 데뷔하였다. 이후 2000년 인터넷 캐스팅 전문방송국인 캐스트넷 공개 오디션에 선발되어 영화배우로 정식데뷔하였으며, 2000년대 초반까지 서프라이즈, 이것이 인생이다, KBS 쇼파워비디오-김경식의 황당극장 등 단역, 조연으로 활동했다.
2007년 1월 드라마 《하얀거탑》 촬영 중 유방암 3기라는 갑작스러운 판정을 받아 중도하차하며 치료에 전념했는데, 항암치료를 통해 암세포를 최대한 줄인 후 '여배우의 유방 절개'라는 사실까지 낙천적으로 받아들이며 밝은 모습을 미니홈피에 올려 화제가 되기도 했다. 같은해 2007년 12월 7일 금요일 경기도 고양시 일산 국립 암센터에서 31살이라는 젊은 나이에 유방암으로 세상을 떠났다. 발인은 2007년 12월 10일 월요일 진행되었으며, 유해는 경기도 고양시 벽제 추모공원 납골당 하늘문에 안치되었다. 그녀의 사망 소식은 동창들과 지인들에게만 알려져 약 한 달 동안 외부로 알려지지 않았다고 한다.

## 출연 작품

### 영화
- 《낙타는 따로 울지 않는다》(1991)
- 《동방견문록》(1996)
- 《강원도의 힘》(1998) - 연희 역
- 《P.O.V》(1998)
- 《카라》(1999) - 빵집 종업원 역
- 《산전수전》(1999) - 병원 리포터 역
- 《하면된다》(2000) - 고급차 여 역
- 《불후의 명작》(2000) - 마술 미녀 역
- 《와니와 준하》(2001) - 여고생 2 역
- 《수취인 불명》(2001) - 하우스 여자 역
- 《색즉시공》 (2002) - 호스트바 아가씨 역
- 《비디오를 보는 남자》(2002) - 선주 역
- 《몽정기》(2002)
- 《2009 로스트 메모리즈》(2002) - 아지트 애인녀 역
- 《불어라 봄바람》(2003) - 일본인 가이드 역
- 《말죽거리 잔혹사》(2004) - 고고장 여대생 2 역[2]
- 《S 다이어리》(2004) - 과 대표 역
- 《B형 남자친구》(2004) - 채영 사무실 직원 역
- 《파송송 계란탁》(2005) - 포장마차 여자 1 역
- 《소년, 천국에 가다》(2005) - 캬바레 춤꾼들 역
- 《달려라 장미》(2006)

### 드라마
- 《특집극 4부작 "아버지"》(1998~1999년, SBS, 드라마넷) - 딸 서지원 역
- 《멋진 친구들》(2000~2001년, KBS1)
- 《얼음꽃》(2002~2003년, SBS) - 강 회장 비서 김 비서 역
- 《똑바로 살아라》(2002년~2003년, SBS) - 노주현 동생 역
- 《대박가족》(2003년, SBS) - 단역 (미라 남자친구(남궁민) 후배 역, 200회 특별출연)
- 《해 뜨는 집》(2003년, SBS) - 단역 (간호사 역, 101회)
- 《내 인생의 콩깍지》(2003년, MBC) - 단역 (2회 특별출연)
- 《러브레터》(2003년, MBC) - 정우진 비서 역
- 《노란손수건》(2003년, KBS1)
- 《드라마시티 집에가고싶다》(2003년, KBS)
- 《매직키드 마수리》(2003년, KBS) - 단역 (선생님 역, 281회, 282회 특별출연)
- 《백수탈출》(2003년, SBS) - 김 작가 역
- 《저 푸른 초원 위에》(2003년, KBS2) - 연호 친구 역
- 《대장금》(2003년, MBC) - 숙원 이씨 역
- 《금쪽같은 내새끼》(2004년, KBS) - 민이 생모 유경아 역
- 《마지막 춤은 나와 함께》(2004년, SBS) - 단역 (여의사 이 선생 역, 1~2회 특별출연)
- 《왕꽃선녀님》(2004년~2005년, MBC) - 박 선배 역
- 《추리다큐 별순검》(2005년, MBC) - 매향(죽은기생) 역 (4회 특별출연)
- 《불멸의 이순신》(2004년~2005년, KBS1) - 어영담 딸 의녀 어진 역
- 《쾌걸춘향》(2005년, KBS) - 홍채린 선배 김 팀장 역[3]
- 《드라마시티 황금숲 토끼》(2005, KBS)
- 《드라미시티 도시괴담》(2006, KBS) - 지혜 역
- 《하얀거탑》(2007년, MBC) - 오경환 교수 딸 역 (12회 출연)

### 시사/교양
- EBS 역사극장 (2003)[4] - (황진이 - 황진이 역), (광해일기 - 세자빈 유씨 역), (세도 정치가 홍국영 - 중전 효의왕후 김빈(정조) 역), (해학과 풍자의 미학, 시인 정수동 - 정수동 아내 역), (신사임당 - 신사임당 역)
- KBS2 닥터k의 심리파일 - 전환장애 편 (2004) - 미정 역
- EBS1 어린이 역사드라마 점프2 (2006) - (명량 의녀 1부, 2부), (일지, 일지매되다 2부), (광복, 장화 홍련을 만나다 2부)

### 단편 영화
- P.O.V, 금붕어, 동방견문록, 수은

### 디지털 장편
- The Fates

### 인터넷 영화
- 여름이야기, 오 솔레 미오, 버블무비

### CF광고
- 《롯데주류 청하》 (2005)
- 《프링글스 핫스파이스》

### 연극
- 《백설공주를 사랑한 난장이》(2004) - 백설공주 역
- 《가스펠》
- 《신촌비둘기》

### 개인정보
- 키: 165cm
- 몸무게: 43kg (32-23-32)
- 특기 : 사진, 당구, 드럼, 오카리나
- 취미 : 택견, 발레, 아크로바틱

### 경력사항
- 1997년 4월 씨네아카데미 2기 수료
- 인터넷 서바이벌 스타 제1회 우승
- 2000년 7월 영화 《불후의 명작》 조연 선발대회 여자부문 1위